# Northern Air Cargo
A Northern Air Cargo, LLC (NAC) é uma companhia aérea de carga americana com sede em Anchorage, Alasca, EUA. A NAC opera uma pequena frota de aeronaves de carga Boeing 737-300s e Boeing 737-400 dentro do estado do Alasca, bem como serviços de cargueiros widebody Boeing 767-300 em todo o Caribe e América do Sul. Outros serviços incluem serviços de manutenção de aeronaves por meio de sua subsidiária, Northern Air Maintenance Services, fretamentos sob demanda e consolidação de carga. Com base principal no Aeroporto Internacional Ted Stevens Anchorage, a NAC também opera a partir de um hub no Aeroporto Internacional de Miami. A NAC é uma divisão da Saltchuk, que é a controladora corporativa de várias empresas de transporte e distribuição, incluindo a Aloha Air Cargo, uma companhia aérea de carga com sede no Havaí.

## História

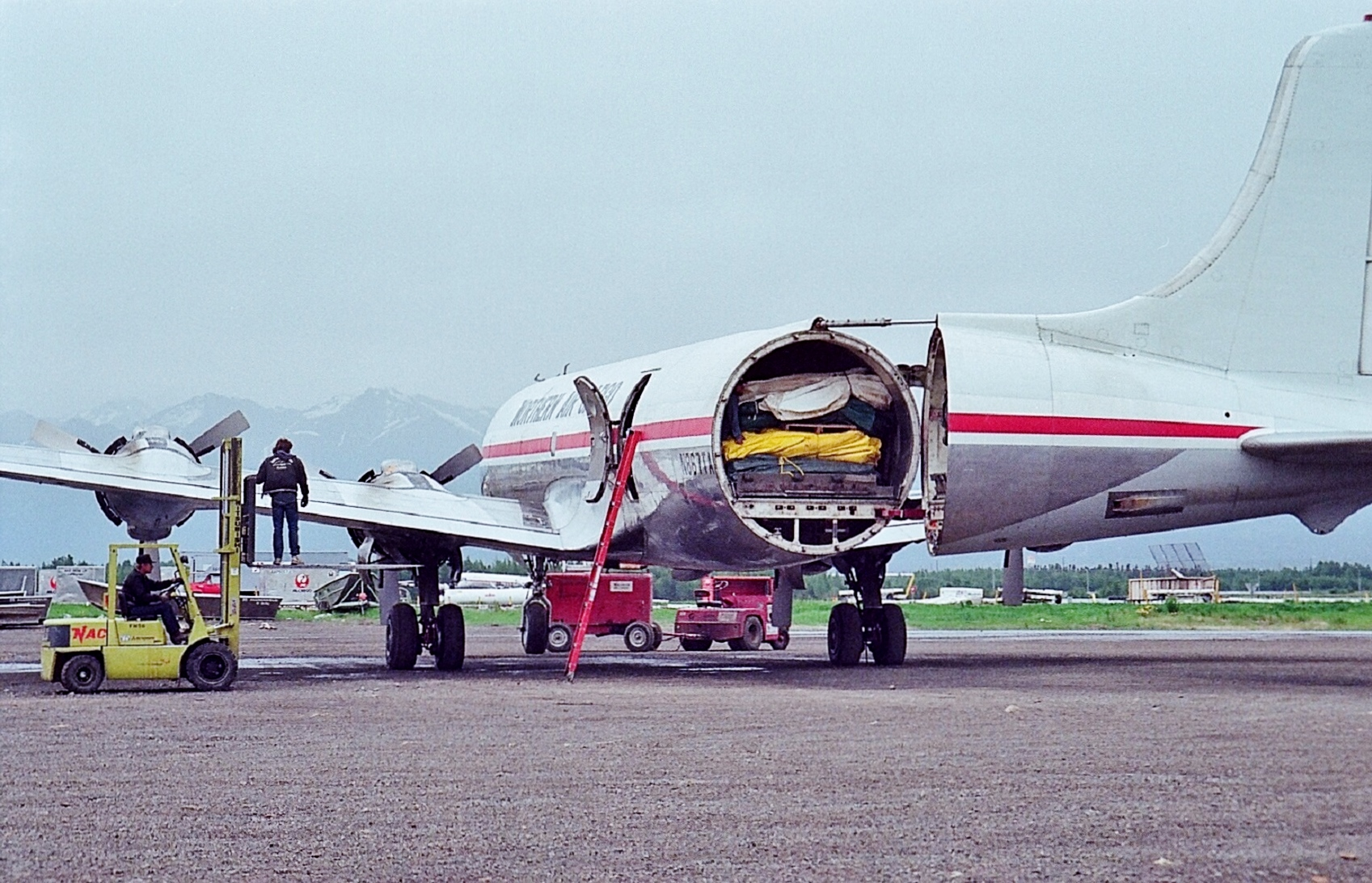
A NAC operou um dos dois únicos Douglas DC-6s que foram convertidos para a configuração de cauda oscilante

A Northern Air Cargo, LLC foi fundada em 1956 como um serviço de frete fretado por Robert "Bobby" Sholton e Maurice Carlson.
Em 2019, a NAC aposentou sua última aeronave  cargueiao Boeing 737-200 com as substituições sendo modelos Boeing 737-300s e 400s aprimorados.

## Frota

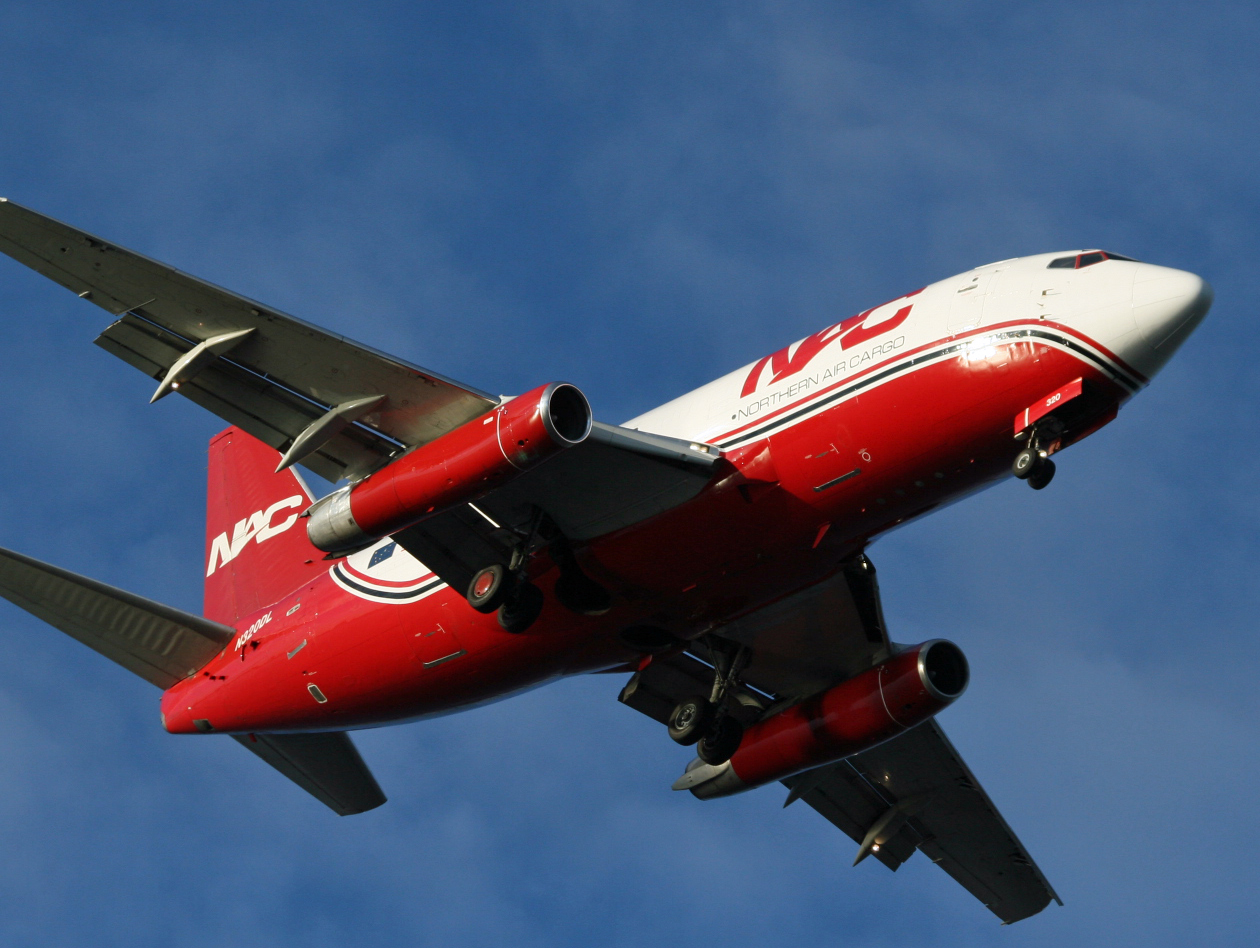
Boeing 737 da Northern Air Cargo pousando no Aeroporto de Anchorage

A frota da Northern Air Cargo LLC consiste nas seguintes aeronaves (Julho de 2020):
| Aeronaves             | Total | Notas |
| --------------------- | ----- | ----- |
| Boeing 767-300ER/BDSF | 3     |       |
| Boeing 737-400        | 3     |       |
| Boeing 737-300        | 2     |       |
| Total                 | 8     |       |